# Lennon Stella
Lennon Stella (* 13. srpna 1999 Oshawa, Ontario, Kanada) je kanadská zpěvačka a herečka. Hrála roli Maddie Conradové v hudebně dramatickém seriálu Nashville od roku 2012 do roku 2018. Předtím, než v roce 2018 začala se svou sólovou kariérou, vystupovala se svou sestrou jako duo Lennon & Maisy. Své debutové EP Love, Me vydala v roce 2018. Její debutové studiové album Three. Two. One. vyšlo 24. dubna 2020.

## Hudební kariéra
V lednu 2018 bylo oznámeno, že podepsala nahrávací smlouvu s Records a Columbia Records. V roce 2018 nazpívala píseň Polaroid s Jonasem Blueem a Liamem Paynem. 16. listopadu 2018 vydala své debutové EP s názvem Love, Me.
V květnu a červnu 2019 se stala předskokankou pro Anne-Marie na jejím turné Speak Your Mind.
V roce 2019 spolupracovala s The Chainsmokers na písní Takeaway a dále se pro ně stala předskokankou společně s 5 Seconds of Summer.
V únoru 2020 získala cenu Juno Award v kategorii Breakthrough Artist of the Year („průlomový umělec roku“).